# Remes Cup
Der Remes Cup war ein internationales Jugendfußballturnier, dass bis 2010 jedes Jahr im August in der polnischen Kleinstadt Opalenica in der Nähe von Posen stattgefunden hat.
Das Turnier, an dem in letzten Jahren jeweils zwischen 4000 und 5000 junge Fußballspieler im Alter von 10 bis 18 Jahren teilnahmen, wurde von der Firma Remes und der FIFA gesponsert. Es galt als das größte Jugendfußballturnier Polens.
Zu den Ehrengästen dieses Wettbewerbs gehörten unter anderem Lukas Podolski (2008) und Tomasz Kuszczak (2009).
Der Remes Cup wurde von einer Vielzahl kultureller Veranstaltungen begleitet.